# Ferruccio Bellè
Ferruccio Bellè (Lancenigo, 29 novembre 1909 – Borgo Val di Taro, 13 settembre 1969) è stato un arbitro di calcio italiano.

## Carriera
Nato in provincia di Treviso, si trasferisce per lavoro prima a Venezia e poi nel paese appenninico di Borgo Val di Taro, in provincia di Parma, dove continua l'attività di commerciante del legname. È stato iscritto alle sezioni AIA di Venezia e poi di Parma. Prese la tessera di arbitro nel 1930.
Debutta molto presto in Serie A, nel 1940, in occasione della partita Torino-Genova 1893. Sarebbe diventato uno dei più importanti arbitri italiani dell'immediato dopoguerra: si aggiudica il prestigioso "Premio Giovanni Mauro" alla carriera arbitrale nel 1949, e nelle 173 partite della massima serie affidategli tra il 1940 e il 1955 (data del ritiro dai campi) dirige gare di alto calibro, come i derby di Roma, Torino, Milano e le sfide "classiche" Juve-Milan e Juve-Inter.
Internazionale tra il 1951 e il 1955, dirige in occasione dei Giochi del Mediterraneo del 1951 in Egitto.
Dismessi i panni di arbitro effettivo, diventa prima commissario speciale in Serie A dal 1957, e poi presidente della Sezione AIA di Parma e rappresentante AIA presso il giudice sportivo della Lega Nazionale Semiprofessionisti.
A lui si deve la scoperta del talento di grandi arbitri italiani, come i parmensi Alberto Michelotti ed Arnaldo Prati.
Muore il 13 settembre 1969, rimasto carbonizzato sulla propria auto dopo un pauroso incidente stradale.